# 뢰린츠 빅토르
뢰린츠 빅토르(헝가리어: Lőrincz Viktor, 1990년 4월 28일~)는 헝가리의 레슬링 선수이다. 2020년 하계 올림픽 그레코로만형 미들급에서 은메달을 획득했다. 또한 세계 선수권 대회에서 은메달 1개, 동메달 2개를 획득했다.
형인 터마시도 레슬링 선수로 활약하여 올림픽에서 금메달 1개, 은메달 1개를 획득했다.